# 浮蓋駅
浮蓋駅（うきぶたえき）は、秋田県由利郡下郷村老方（後に旧・平鹿郡東由利村、東由利町を経て現・由利本荘市東由利老方）にあった羽後交通横荘線（旧・横荘鉄道）の駅（廃駅）である。横荘線の部分廃線に伴い1953年（昭和28年）8月5日に廃駅となった。

## 歴史
二井山駅 - 老方駅間は、冬季は雪害による運転休止が多く、戦後の燃料費高騰の影響もあり不採算区間とされ、営業休止を経て廃止となった。

### 年表
- 1930年（昭和5年）10月5日：横荘鉄道二井山駅 - 老方駅間延伸開通に伴い開業[2][3][4][5]。
- 1944年（昭和19年）6月1日：鉄道会社名を羽後鉄道に改称。路線名を横荘線に制定。それに伴い羽後鉄道横荘線の駅となる[2][3][6]。
- 1946年（昭和21年）夏：国鉄から借入のC12形蒸気機関車C12 229号機牽引の老方駅発試運転列車が当駅発車後に過速暴走、八沢木駅手前で停車する[1]。
- 1947年（昭和22年）7月23日：豪雨による路盤および橋脚損壊により横荘線全区間運休、当駅も営業休止となる[4][7]。
- 1948年（昭和23年）11月8日：運休区間（舘合駅 - 老方駅間）が復旧、当駅も営業再開となる[4][7]。
- 1949年（昭和24年）12月22日：二井山駅 - 老方駅間営業休止に伴い休止駅となる[4]。
- 1952年（昭和27年）2月15日：鉄道会社名を羽後交通に改称。それに伴い羽後交通横荘線の駅となる（営業休止中）[2][3][4][6]。
- 1953年（昭和28年）8月5日：二井山駅 - 老方駅間部分廃線に伴い廃止となる[2][3][4][6]。

## 駅構造
廃止時点で、単式ホーム1面1線を有する地上駅であった。ホームは線路の北側（老方方面に向かって右手側）に存在した。転轍機を持たない棒線駅となっていた。
無人駅となっており、駅舎は無いがホーム中央部分に待合所を有した。
旅客のみ取扱いであったとされるが、かつては森林鉄道を思わせる木材輸送の「途中積み」の中心駅であったと推定されている。線路脇に伐採された原木を積み上げ、無蓋車に積載していたとされる。作業は夕刻から始まり、場合によっては夜通しとなったらしい。二井山駅 - 老方駅間の運行休止に伴い、この作業も終焉を迎えたと考察されている。

## 駅周辺
二井山駅 - 老方駅間は人家のほとんど無い山間部を縫うように通っており、廃止後では同区間転用の道路沿線において初めての人家のある地域であった。
- 秋田県道48号横手東由利線 - 同線の二井山地区 - 老方地区の大部分は横荘線の線路跡がそのまま転用されていた[6]。

## 駅跡
2007年（平成19年）5月時点では、道路に転用された浮蓋トンネルを老方方に抜けた附近に駅跡が推定できた。
また、二井山駅跡附近から当駅跡附近を含む老方の集落入口附近までの線路跡は県道として再利用され、1996年（平成8年）時点では築堤や切通しがほぼ当時の姿を保っていた。1999年（平成11年）時点でも同様であった。この県道は2007年（平成19年）5月時点では秋田県道48号横手東由利線であった。道床をそのまま舗装したような道路であった。2010年（平成22年）時点でも同様であった。
なお、二井山駅 - 老方駅間には5か所のトンネルがあり、1996年（平成8年）時点では崩落の危険のある最も二井山駅方の「二井山トンネル」（全長190 m）は通行禁止となっていたが、そのほかの4つ、「御岳トンネル」（全長92 m）、「金屋トンネル」（全長86 m）、「浮蓋トンネル」（全長140 m）、「第一柴倉トンネル」（全長200 m）の各トンネルは道路トンネルとしてそのまま再利用されていた。「二井山トンネル」も坑口が木々に覆われた形で残存していた。1999年（平成11年）時点でも同様、2007年（平成19年）5月時点でも道路トンネルとなった4つは同様で、2010年（平成22年）10月時点でも5つとも同様であった。

## 隣の駅
羽後交通
横荘線
二井山駅 - 浮蓋駅 - 老方駅